# Duncan Clark
Duncan McDougall Munro Clark (ur. 22 czerwca 1915 w Greenock, zm. 8 lipca 2003 w Whakatane w Nowej Zelandii) – brytyjski lekkoatleta, specjalista rzutu młotem, medalista mistrzostw Europy z 1946.

## Kariera
Zdobył brązowy medal mistrzostw Europy w 1946 w Oslo, przegrywając jedynie z reprezentantami Szwecji Bo Ericsonem i Erikiem Johannsonem.
Na igrzyskach olimpijskich w 1948 w Londynie zajął 11. miejsce.
Startując w reprezentacji Szkocji zwyciężył w rzucie młotem na igrzyskach Imperium Brytyjskiego w 1950 w Auckland, a w pchnięciu kulą zajął 7.miejsce. 
Zajął 6. miejsce w rzucie młotem na mistrzostwach Europy w 1950 w Brukseli. Na igrzyskach olimpijskich w 1952 w Helsinkach zajął w tej konkurencji 18. miejsce.
Był mistrzem Wielkiej Brytanii (AAA) w rzucie młotem w 1950 i 1952, wicemistrzem w 1946, 1948 i 1951 oraz brązowym medalistą w 1938, 1939, 1947 i 1949.
Trzykrotnie poprawiał rekord Wielkiej Brytanii w rzucie młotem do wyniku 56,02 m, osiągniętego 4 marca 1950 w Wellington.
We wrześniu 1952 wyemigrował do Nowej Zelandii. Był pięciokrotnym mistrzem tego kraju. Trzykrotnie poprawiał rekord Nowej Zelandii w rzucie młotem do wyniku 53,04 m (13 lutego 1960 w Dunedin).